# Frederick W. Dallinger

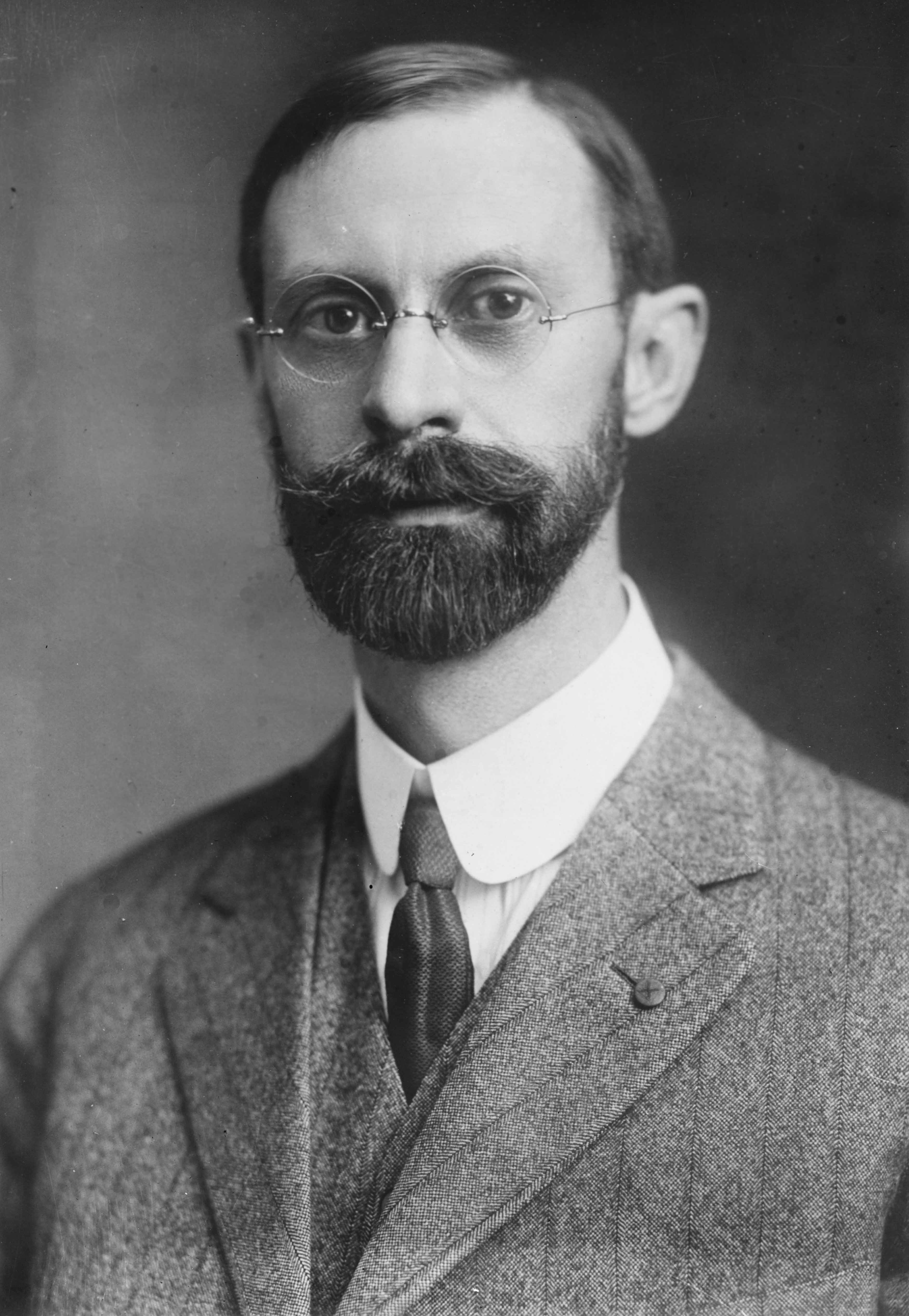
Frederick W. Dallinger

Frederick William Dallinger (* 2. Oktober 1871 in Cambridge, Massachusetts; † 5. September 1955 in North Conway, New Hampshire) war ein US-amerikanischer Jurist und Politiker. Zwischen 1915 und 1932 vertrat er zwei Mal den Bundesstaat Massachusetts im US-Repräsentantenhaus; anschließend wurde er Bundesrichter.

## Werdegang
Frederick Dallinger besuchte die öffentlichen Schulen seiner Heimat und danach bis 1893 die Cambridge Latin School. Daran schloss sich bis 1893 ein Studium an der Harvard University an. Nach einem anschließenden Jurastudium an derselben Universität und seiner 1897 erfolgten Zulassung als Rechtsanwalt begann er in Boston in diesem Beruf zu arbeiten. Gleichzeitig schlug er als Mitglied der Republikanischen Partei eine politische Laufbahn ein. In den Jahren 1894 und 1895 war er Abgeordneter im Repräsentantenhaus von Massachusetts; von 1896 bis 1899 gehörte er dem Staatssenat an. Von 1897 bis 1932, also auch während seiner Zeit als Kongressabgeordneter, war er als Public Administrator bei der Verwaltung des Middlesex County tätig. Dallinger wurde auch Präsident der Handelskammer von Cambridge. Im Jahr 1912 hielt er Vorlesungen über das Regierungssystem an der Harvard University.
Bei den Kongresswahlen des Jahres 1914 wurde Dallinger im achten Wahlbezirk von Massachusetts in das US-Repräsentantenhaus in Washington, D.C. gewählt, wo er am 4. März 1915 die Nachfolge von Frederick Simpson Deitrick antrat. Nach vier Wiederwahlen konnte er bis zum 3. März 1925 fünf Legislaturperioden im Kongress absolvieren. In diese Zeit fiel der Erste Weltkrieg. In den Jahren 1919 und 1920 wurden der 18. und der 19. Verfassungszusatz ratifiziert. Von 1919 bis 1923 leitete Dallinger den ersten Wahlausschuss, zwischen 1923 und 1925 war er Vorsitzender des Bildungsausschusses.
1924 verzichtete Frederick Dallinger auf eine erneute Kandidatur für das US-Repräsentantenhaus. Stattdessen strebte er erfolglos die Nominierung seiner Partei für die Wahlen zum US-Senat an. Nach dem Tod des Abgeordneten Harry Irving Thayer, der 1925 sein Nachfolger im Kongress geworden war, wurde Dallinger bei der fälligen Nachwahl zu dessen Nachfolger gewählt. Nach drei Wiederwahlen konnte er zwischen dem 2. November 1926 und seinem Rücktritt am 1. Oktober 1932 im Kongress verbleiben. Dallingers Rücktritt erfolgte nach seiner Ernennung zum Bundesrichter am Zollgerichtshof (United States Customs Court) durch Präsident Herbert Hoover. Dieses Amt bekleidete er zwischen 1932 und 1942. Außerdem betätigte er sich in der Landwirtschaft. Frederick Dallinger verbrachte seinen Lebensabend in Center Lovell im Bundesstaat Maine. Er starb am 5. September 1955 in North Conway.